# Schloss Schweckhausen

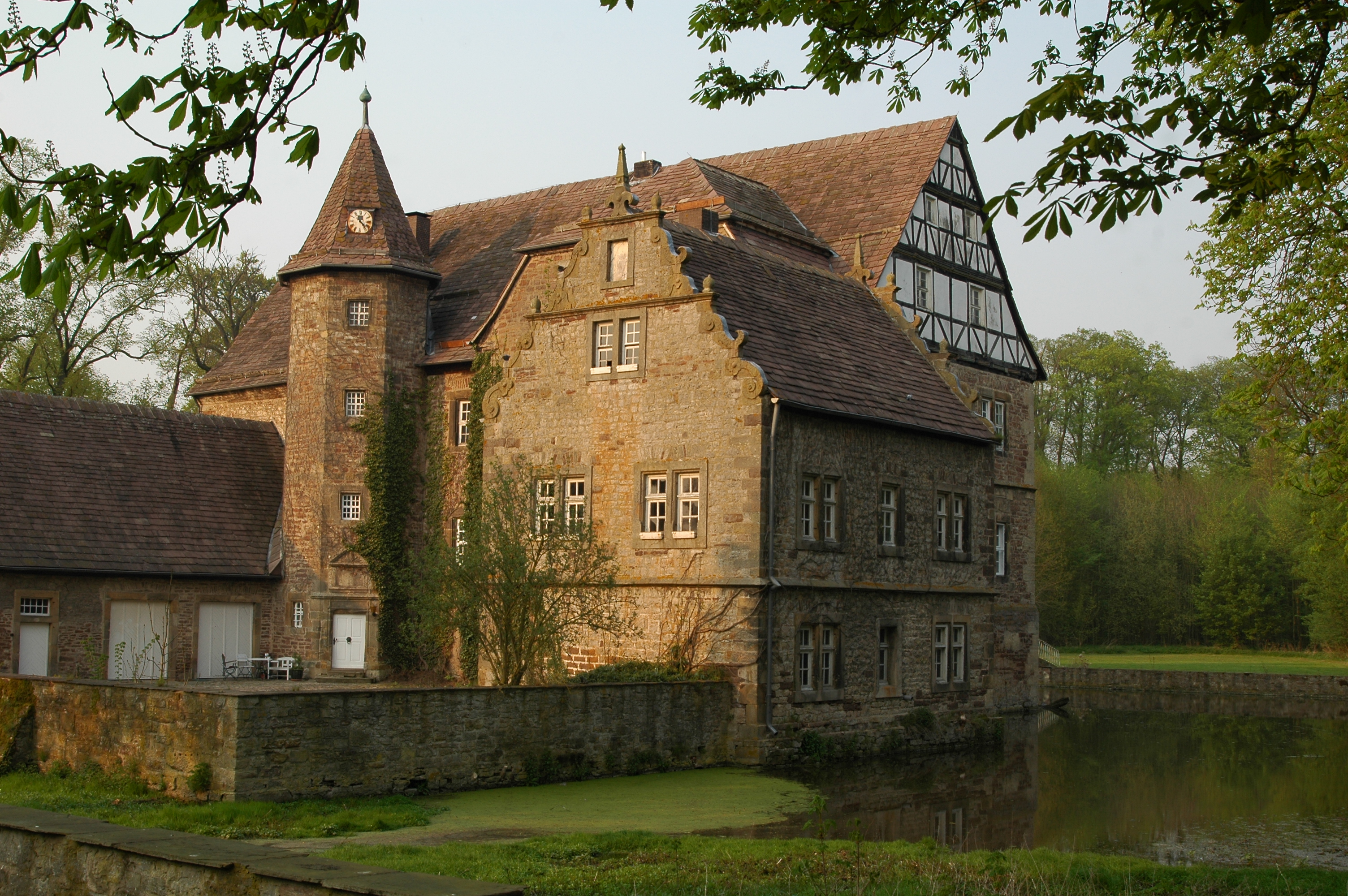
Wasserschloss Schweckhausen 2006

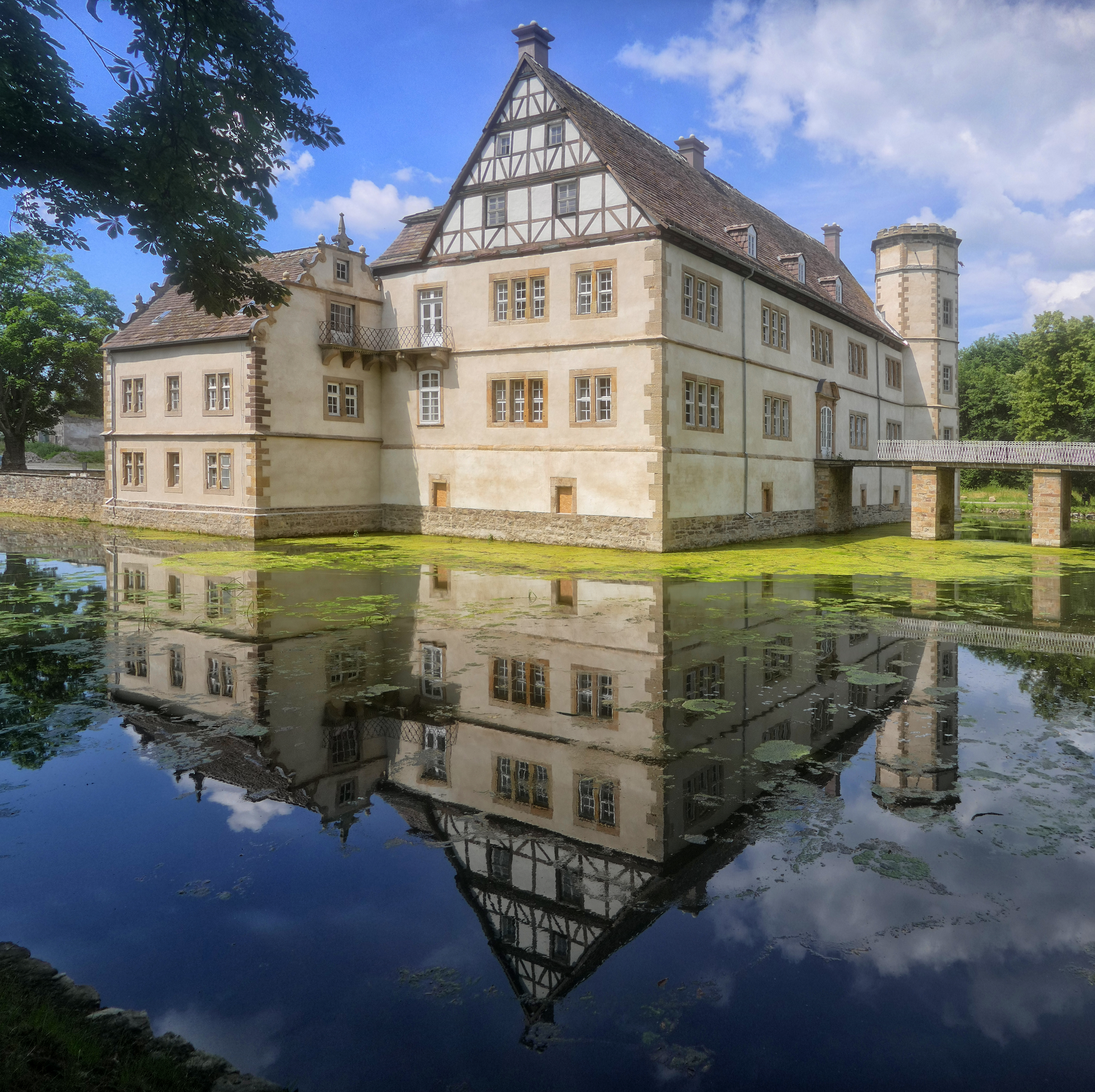
Ansicht 2021 aus Südosten

Das Schloss Schweckhausen ist ein 1581 fertiggestelltes  Wasserschloss in Schweckhausen, einem Ortsteil von Willebadessen im ostwestfälischen Kreis Höxter (Nordrhein-Westfalen). Es steht unter Denkmalschutz.

## Geschichte

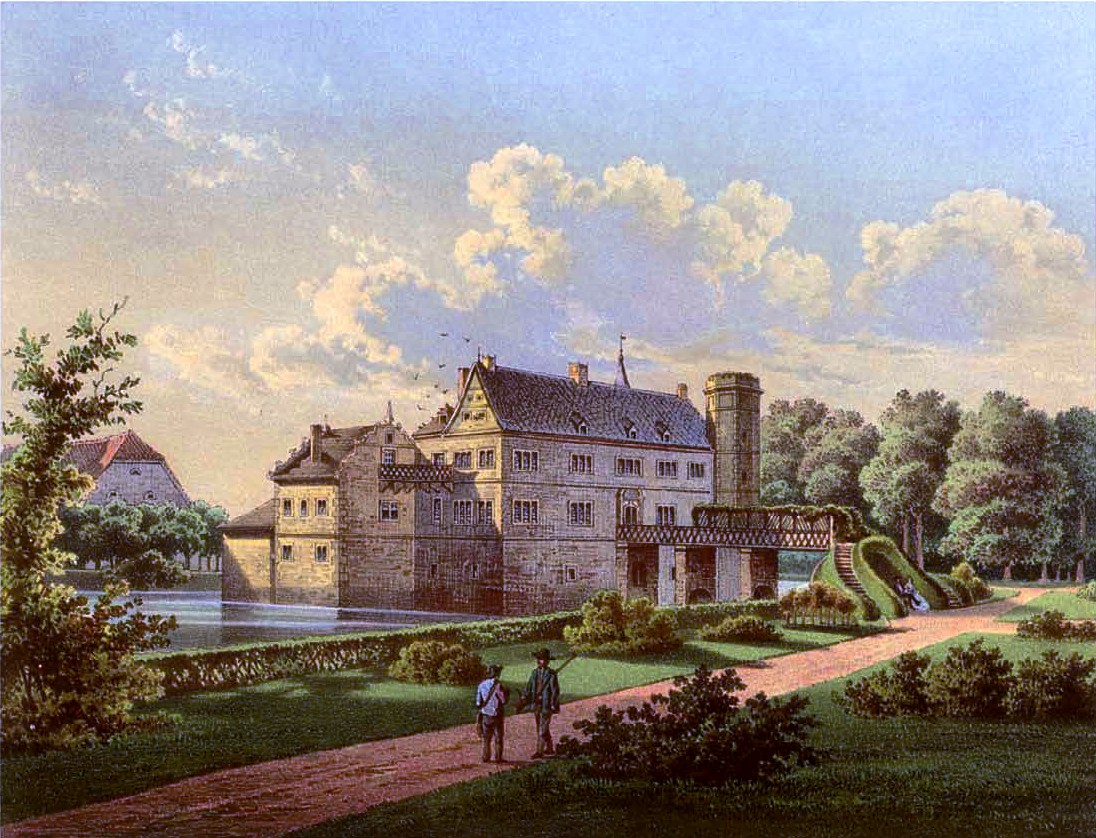
Ansicht aus dem 19. Jahrhundert aus der Sammlung Duncker

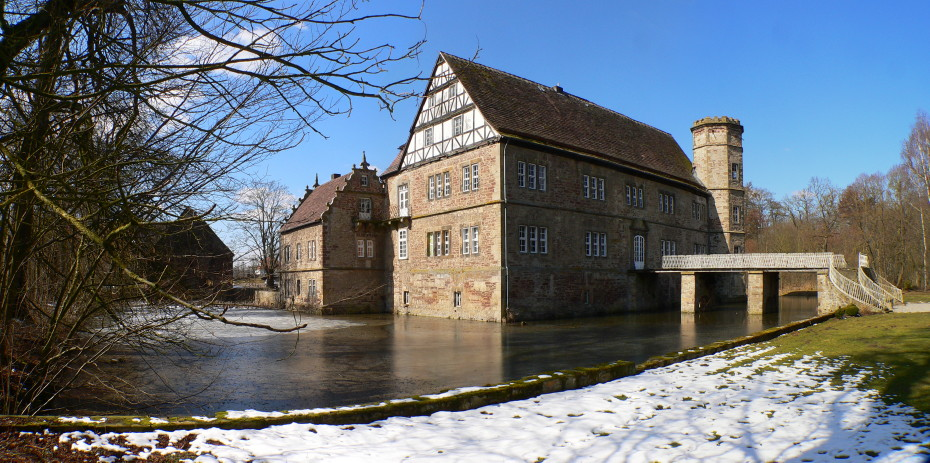
Parkseite

Das Gut befand sich schon im 14. Jahrhundert im Besitz der Herren von Spiegel. Anfang des 19. Jahrhunderts folgten die Grafen von Bocholtz, 1826 der Freiherr von Bülow und 1847 der auf Schloss Dülmen wohnhafte Herzog von Croÿ, der das Schweckhausener Schloss weiter ausbauen ließ. Von 2004 bis 2014 wurde das Schlossanwesen von der Herzog von Croy’schen Verwaltung an Familie Mang verpachtet, die dort einen Reiterhof betrieb. Seit 2015 ist die Gesamtanlage im Besitz der „Dolphin Foundation for Science and Culture“ mit Sitz in Malta. Der neue Schlossherr Stefan M. Rokoss lässt das Gebäude sanieren.

## Architektur
Die hufeisenförmige Anlage wurde aus Bruchstein gemauert, sie ist von einem breiten Graben umgeben. Das zweigeschossige Hauptgebäude mit Satteldach steht über hohen Kellern. Der Treppenturm ist achteckig und trägt die Bezeichnung „1581“. Im giebelseitigen Fachwerk und im umlaufenden Traufgesims sind geschnitzte Schwellhölzer mit Perlschnüren verbaut. Die Rückseite ist durch regelmäßig gesetzte Pfostenfenster gegliedert. Der Risalit unter Mansarddach zum Hof wurde in der Mitte des 18. Jahrhunderts gebaut. Aus dieser Zeit stammt auch das profilierte Portal zum Garten. Im Erdgeschoss befinden sich Gesellschaftsräume, zum Teil mit Stuckdecken des 18. Jahrhunderts. Das Eckkabinett ist mit chinesischen Motiven verziert.
Südlich steht der sogenannte Kapellenflügel mit Volutengiebeln aus dem 17. Jahrhundert. Er war ursprünglich freistehend und wurde 1613 als protestantische Kapelle eingerichtet. Im dritten Viertel des 19. Jahrhunderts wurde er zu Wohnzwecken umgebaut.
Nördlich steht der im 18. Jahrhundert gebaute, eingeschossige Seitenflügel für die Kirche und den Pferdestall.
Der hohe Eckturm mit Aussichtsplattform und Zinnenkranz wurde in der Mitte des 19. Jahrhunderts errichtet.
Die beiden eingeschossigen fachwerkenen Pavillons mit offener Vorhalle gegenüber der Garageneinfahrt wurden um 1785 errichtet. Sie wurden als Stellmacherei und als Schmiede genutzt. Im August 2017 wurden sie von der LWL-Denkmalpflege, Landschafts- und Baukultur in Westfalen als Denkmal des Monats in Westfalen-Lippe ausgewählt.
Die Brücke wurde wohl vor 1830, gleichzeitig mit dem ehemaligen Landschaftspark, erneuert.